# Doświadczalnictwo rolnicze
Doświadczalnictwo rolnicze – dział nauk rolniczych obejmujący zasady i metody badań eksperymentalnych prowadzonych w warunkach naturalnych lub kontrolowanych. Całość prac badawczo-rozwojowych prowadzonych w postaci doświadczeń przez placówki terenowe w różnych regionach kraju i w różnorodnych warunkach glebowo-klimatycznych.

## Charakterystyka doświadczalnictwa rolniczego
Podstawowym celem doświadczalnictwa rolniczego jest znalezienie najbardziej efektywnych metod zwiększenia wydajności, poprawienia jakości produkcji rolniczej, obniżenia kosztów wytwarzania oraz poznania właściwości badanych zjawisk. Doświadczenia rolnicze oparte zostały na ustalonych zasadach i metodach, które wypracowano w sposób obiektywny i naukowy.
Doświadczalnictwo rolnicze polegają na przeprowadzeniu prób w warunkach uprawy polowej (doświadczenia polowe) lub w warunkach sztucznych (doświadczenia wazonowe). Doświadczenia z zakresu produkcji roślinnej są znacznie bardziej rozpowszechnione oraz lepiej opracowane teoretycznie i metodycznie niż doświadczenia zootechniczne.

## Rodzaje doświadczeń rolniczych
W rolnictwie stosuje kilka rodzajów doświadczeń rolniczych, m.in.:
- doświadczenia ścisłe – stanowią podstawę pracy badawczej, w których uzyskane wyniki dają konkretne wskazówki praktyce rolniczej. Doświadczenia przeprowadza się ze szczególna dokładnością i sumiennością, w warunkach równych pod względem glebowym i klimatycznym;
- doświadczenia odmianowe – stanowią sposób oceny odmian roślin uprawnych. Polegają na porównywaniu odmian jednego gatunku w różnych regionach kraju;
- doświadczenia obserwacyjne – stanowią proste, łatwe do wykonania doświadczenie polowe. Polegają na założeniu w jednakowych warunkach gleby i uprawy kilku poletek równej wielkości, na których wysiewa się porównywalne odmiany roślin;
- doświadczenia produkcyjne – mają za zadanie zbadanie jakiegoś procesu produkcyjnego pod względem ekonomik pracy i jej organizacji;
- doświadczenia wazonowe – są przeprowadzane na roślinach w wazonach, w warunkach sztucznych, eliminujących wpływ składnika losowego;
- doświadczenia zootechniczne – podstawową jednostka eksperymentalną jest zwierzę lub grupa zwierząt. Doświadczenia prowadzone są na żywych zwierzętach gospodarskich.

## Liczba i rodzaje rolniczych zakładów doświadczalnych w latach 1960–1969
Według danych rocznika statystycznego GUS z 1971 roku liczba i rodzaje rolniczych zakładów doświadczalnych przedstawiała się następująco:
| Rok  | Zakłady doświadczalne Ministerstwa Rolnictwa i rolnicze rejonowe zakłady doświadczalne | Zakłady doświadczalne Ministerstwa Rolnictwa i rolnicze rejonowe zakłady doświadczalne | Stacje                       | Stacje                              | Stacje                       | Stacje       | Stacje                    | Stacje        | Stacje             | Stacje               | Stacje             |
| Rok  | Zakłady doświadczalne Ministerstwa Rolnictwa i rolnicze rejonowe zakłady doświadczalne | Zakłady doświadczalne Ministerstwa Rolnictwa i rolnicze rejonowe zakłady doświadczalne | Doświadczalne – oceny odmian | Doświadczalne – oceny odmian        | Doświadczalne – oceny odmian | Oceny odmian | Oceny odmian              | Oceny odmian  | Chemiczno-rolnicze | Chemiczno-rolnicze   | Chemiczno-rolnicze |
| Rok  | Liczba                                                                                 | Powierzchnia w tys. ha                                                                 | Liczba                       | Przeprowadzone doświadczania ścisłe | Zatrudnionych                | Liczba       | Przerobione próbki w tys. | Zatrudnionych | Liczba             | Pobrane próby w tys. | Zatrudnionych      |
| ---- | -------------------------------------------------------------------------------------- | -------------------------------------------------------------------------------------- | ---------------------------- | ----------------------------------- | ---------------------------- | ------------ | ------------------------- | ------------- | ------------------ | -------------------- | ------------------ |
| 1960 | 71                                                                                     | 34,6                                                                                   | 64                           | 1365                                | 320                          | –            | –                         | –             | 15                 | 977,4                | 466                |
| 1965 | 79                                                                                     | 37,8                                                                                   | 68                           | 1746                                | 354                          | 17           | 471,4                     | 355           | 17                 | 1375,0               | 982                |
| 1966 | 79                                                                                     | 39,5                                                                                   | 68                           | 1628                                | 356                          | 17           | 407,4                     | 387           | 17                 | 1112,6               | 1042               |
| 1967 | 80                                                                                     | 40,5                                                                                   | 69                           | 2015                                | 368                          | 17           | 348,1                     | 410           | 17                 | 1089,8               | 1082               |
| 1968 | 86                                                                                     | 48,8                                                                                   | 73                           | 2129                                | 402                          | 17           | 331,8                     | 408           | 17                 | 998,1                | 1129               |
| 1969 | 87                                                                                     | 42,3                                                                                   | 77                           | 2323                                | 619                          | 17           | 306,5                     | 412           | 17                 | 983,9                | 1416               |

## Liczba zakładów doświadczalnych jednostek badawczo-rozwojowych w rolnictwie
Instytuty badawczo-rozwojowe resortu rolnictwa funkcjonują na podstawie ustawy z 2010 r. o instytutach badawczych. Należą do nich między innymi:
- Instytut Uprawy Nawożenia i Gleboznawstwa – dysponujący 10 zakładami doświadczalnymi, które stanowią integralną częścią Instytutu. Zlokalizowane zostały w różnych regionach kraju. Prowadzą produkcję rolniczą w różnych warunkach klimatyczno-glebowych, zróżnicowanych pod względem powierzchni, struktury użytkowania ziemi oraz struktury użytków rolnych;
- Instytut Hodowli i Aklimatyzacji Roślin – prowadzący 6 zakładów doświadczalnych zlokalizowanych w różnych rejonach kraju;
- Instytut Zootechniki – opierający się na badaniach terenowych o 9 zakładów doświadczalnych, w tym 2 funkcjonują w strukturze organizacyjnej Instytutu oraz 7 na podstawie przepisów prawa spółek handlowych;
- Instytut Technologiczno-Przyrodniczy – opiera swoją działalność na 3 ośrodkach badawczych i 3 zakładach doświadczalnych;
- Państwowy Instytut Weterynaryjny – składający się z kilkunastu zakładów – krajowych laboratoriów referencyjnych;
- Instytut Ogrodnictwa – mający 10 zakładów doświadczalnych;
- Centralny Ośrodek Badania Odmian Roślin Uprawnych – opierający się na 16 stacjach doświadczalnych oceny odmian oraz na 34 zakładach doświadczalnych oceny odmian, które w 2011 r. zmieniły się w agencję wykonawczą z 16 oddziałami terenowymi.

## Liczba zakładów doświadczalnych w uczelniach o charakterze rolniczym
Uczelnie funkcjonują na podstawie ustawy z 2018 r. prawo o szkolnictwie wyższym i nauce, w tym między innymi: 
- Szkoła Główna Gospodarstwa Wiejskiego – dysponuje 4 stacjami lub zakładami doświadczalnymi;
- Politechnika Bydgoska (b. Uniwersytet Technologiczno-Przyrodniczy) – posiada 1 zakład doświadczalny;
- Uniwersytet Przyrodniczy w Lublinie – prowadzi 4 gospodarstwa doświadczalne;
- Uniwersytet Rolniczy w Krakowie – ma 1 zakład doświadczalny i 1 gospodarstwo doświadczalne;
- Uniwersytet Przyrodniczy we Wrocławiu – posiada 1 zakład doświadczalny;
- Uniwersytet Przyrodniczy w Poznaniu – włada 1 zakładem doświadczalnym, 1 zakładem doświadczalno-dydaktyczny i 1 leśnym zakładem doświadczalnym;
- Uniwersytet Warmińsko-Mazurski – dysponuje 1 zakładem produkcyjno-doświadczalnym i 1 ogrodem dydaktyczno-doświadczalnym;
- Zachodniopomorski Uniwersytet Technologiczny w Szczecinie – włada 1 rolniczą stacją doświadczalną i 1 rybacką stacją doświadczalną.

## Jednostki Polskiej Akademii Nauk
Polska Akademia Nauk funkcjonuje na podstawie ustawy z 2010 r. o Polskiej Akademii Nauk. Jednostką organizacyjną PAN jest Wydział II-Nauk Biologicznych i Rolniczych, który dysponuje jednym ogrodem botanicznym i jednym zakładem ichtiobiologii i gospodarki rybackiej. 